# ماتيج فيدرا
ماتيج فيدرا (بالتشيكية: Matěj Vydra)‏ وهو لاعب كرة قدم تشيكي في مركز الهجوم ولد في يوم 1 مايو 1992 في بلدة شوتيبور في تشيكوسلوفاكيا، وهو يلعب حالياً مع نادي بيرنلي في إنجلترا و سبق له اللعب مع  واتفورد  معار من نادي أودينيزي في إيطاليا، وسبق له اللعب مع نادي ويست بروميتش ألبيون ونادي كلوب بروج في بلجيكا ونادي بانيك أوسترافا ونادي فيسوتشينا جيهلافا في تشيكيا ويبلغ طوله 180 سم.

## روابط خارجية
- ماتيج فيدرا على موقع الاتحاد الدولي (مؤرشف)  (الإنجليزية)
- ماتيج فيدرا على موقع الاتحاد الأوربي (الإنجليزية)
- ماتيج فيدرا على موقع الاتحاد التشيكي (الإنجليزية)
- ماتيج فيدرا على موقع قاعدة بيانات كرة القدم.إي يو (الإنجليزية)
- ماتيج فيدرا على موقع ناشيونال فوتبول تيمز (الإنجليزية)
- ماتيج فيدرا على موقع Soccerbase.com (لاعب) (الإنجليزية)
- ماتيج فيدرا على موقع Soccerway.com (الإنجليزية)
- ماتيج فيدرا على موقع عالم كرة القدم.نت (الإنجليزية)
- ماتيج فيدرا على موقع AS.com (الإسبانية)